# شان آندرس
شان آندرس (انگلیسی: Sean Anders) یک فیلم‌نامه‌نویس و کارگردان اهل ایالات متحده آمریکا است. وی در بیشتر آثارش با جان موریس همکاری می‌کند.

## فیلم‌شناسی
- سرود کریسمس (نویسنده و کارگردان) (۲۰۲۲)
- شمارش معکوس (تهیه‌کننده) (۲۰۱۹)
- خانواده فوری (نویسنده و کارگردان) (۲۰۱۸)
- خونه بابا ۲ (نویسنده و کارگردان) (۲۰۱۷)
- خونه بابا (نویسنده و کارگردان) (۲۰۱۵)
- رئیس‌های وحشتناک ۲ (نویسنده و کارگردان) (۲۰۱۴)
- احمق و احمق‌تر ۲ (نویسنده) (۲۰۱۴)
- ما میلرها هستیم (نویسنده) (۲۰۱۳)
- اون پسر منه (کارگردان) (۲۰۱۲)
- پنگوئن‌های آقای پاپر (نویسنده) (۲۰۱۱)
- او از سطح من بالاتر است (نویسنده) (۲۰۱۰)
- جکوزی ماشین زمان (نویسنده) (۲۰۱۰)
- سکس درایو (نویسنده و کارگردان) (۲۰۰۸)